# 金成允
金成允或譯金聲允（韓語：김성윤），韓國電視劇導演。

## 作品

### 電視劇
- 2010年：KBS《巨商金萬德》
- 2011年：KBS《夢想起飛Dream High》
- 2012年：KBS《Big》
- 2013年：KBS《Drama Special－青春期整合曲（朝鲜语：사춘기 메들리）》
- 2013年：KBS《Drama Special－我結婚的理由》
- 2014年：KBS《戀愛的發現》
- 2015年：KBS《Who Are You－學校2015》
- 2016年：KBS《雲畫的月光》
- 2020年：JTBC《梨泰院CLASS》
- 2022年：Netflix《魔幻之音》
- 2025年：tvN《Pro Bono》[1]

## 外部連結
- NAVER搜索 （页面存档备份，存于）

1. ↑  김양수. . 조이뉴스24. 2025-04-28  [2025-04-28] （韩语）.